# Thyolo (district)
Thyolo is een district in de zuid regio van Malawi. De hoofdstad van het district heet ook Thyolo. Het district heeft een inwoneraantal van ongeveer 460.000 en een oppervlakte van 1715 km².

## Geboren
- Peter Mutharika (1940), president van Malawi (2014-heden)